# Dzieżki
Dzieżki – wieś w Polsce położona w województwie podlaskim, w powiecie monieckim, w gminie Mońki.
W latach 1975–1998 miejscowość administracyjnie należała do województwa białostockiego.
Według spisu ludności z 30 września 1921 Dzieżki zamieszkiwało ogółem 147 osób z czego mężczyzn - 72, kobiet - 75. Budynków mieszkalnych było 21.
Wierni kościoła rzymskokatolickiego należą do parafii Matki Boskiej Częstochowskiej i św. Kazimierza w Mońkach.